# Катастрофа трамвая во Львове 10 января 1972 года

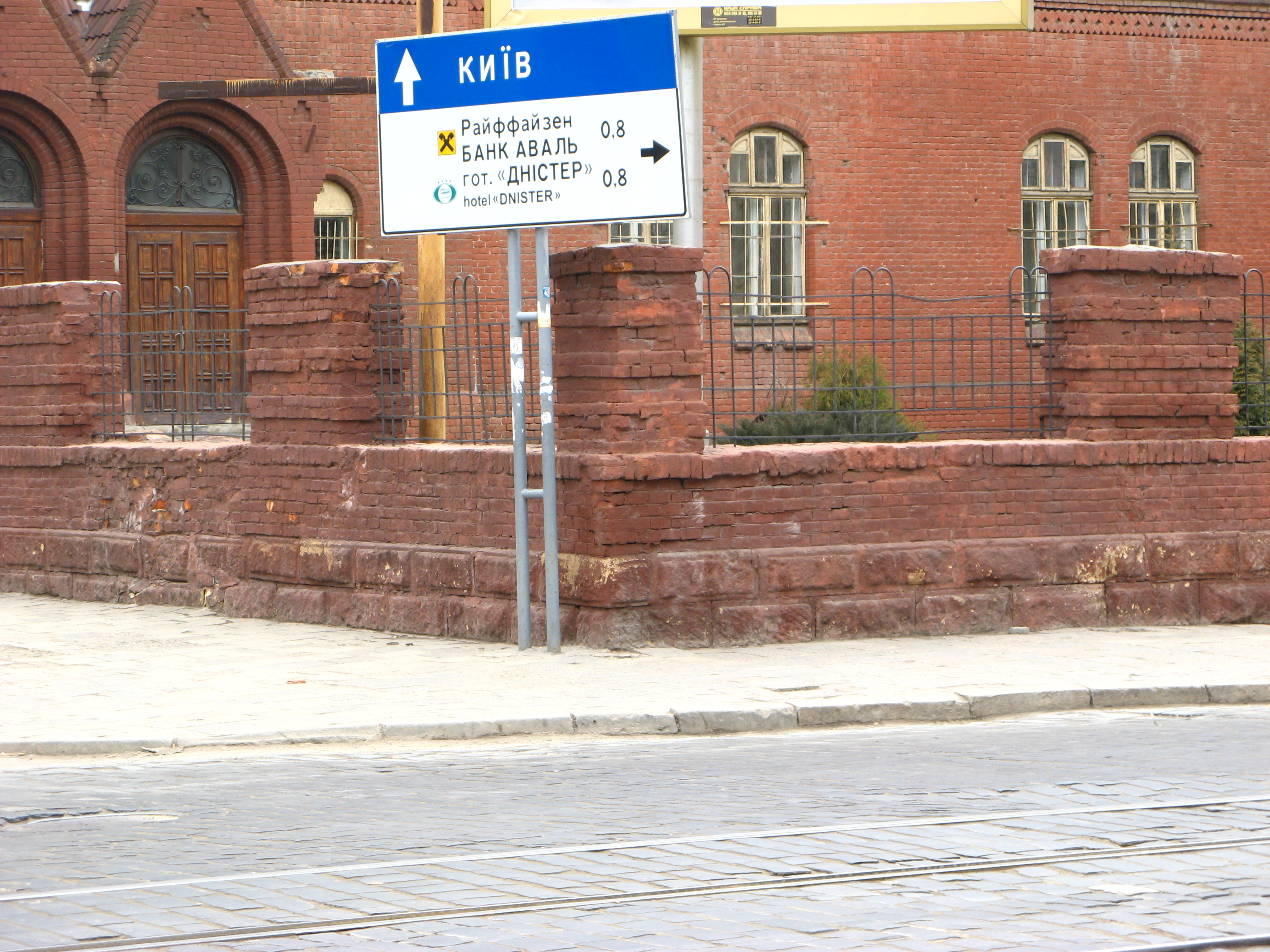

Катастрофа трамвая во Львове 10 января 1972 года — авария трамвая в городе Львове Львовской области УССР, произошедшая 10 января 1972 года на улице 1 мая. Является самой масштабной аварией в истории львовского трамвая.
До аварии на линиях львовского трамвая, пути которых располагались посередине проезжей части, были остановки, расположенные на островках безопасности посредине проезжей части (непосредственно у пути). Они были выделены бордюром и гарантировали безопасность пассажирам, которые ждали на них трамвай.
Утром 10 января по улице Городоцкая спускался переполненный трамвай. Однако на середине спуска, вблизи Львовского цирка, вагоновожатый понял, что тормоза не работают и вагон стал неуправляемым. Когда он достиг перекрёстка улиц Городоцкой и Шевченко, сошел с рельсов, протаранил людей, стоявших на остановке-островке, и врезался в здание школы № 43 (сегодня — Львовская юридическая гимназия). В результате катастрофы погибло 26 человек.
Вечером того же дня о происшествии сообщил «Голос Америки». Советская пресса умалчивала факт трагедии, лишь газета «Вільна Україна» («Свободная Украина») за 11 января 1972 года в нижнем углу третьей страницы напечатала:
Исполком Львовского городского Совета народных депутатов выражает глубокие соболезнования родным и близким пострадавших при аварии трамвая в г. Львове 10 января 1972 года.

Для расследования причин аварии, принятия мер по усилению безопасности движения городского транспорта и оказания помощи семьям пострадавших создана специальная комиссия.
Следствием аварии стала ликвидация остановок-островков посреди проезжей части, а также ограничение скорости движения вагонов на спусках.